# Garra gotyla
Garra gotyla е вид лъчеперка от семейство Шаранови (Cyprinidae). Видът не е застрашен от изчезване.

## Разпространение
Разпространен е в Бангладеш, Индия (Аруначал Прадеш, Асам, Бихар, Гуджарат, Джаркханд, Западна Бенгалия, Мадхя Прадеш, Махаращра, Раджастан, Утар Прадеш, Утаракханд и Чхатисгарх), Мианмар и Пакистан.